# Мост на ријечици Сушици, Вучија
Мост на ријечици Сушици, још познат под називом Вучија, налази се у непосредној близини границе између Босне и Херцеговине и Црне Горе. Од Требиња је удаљен 22 километра.

## Историјат
Сматра се да је овај мост саграђен у 13. вијеку када су подигнуте и Врмске куле, смјештене недалеко од ове грађевине. Мост се налази на простору старог римског пута који је водио од Дубровника ка Црној Гори и премошћује ријеку Сушицу.

## Стил градње
Мост је изграђен од тесаног камена, док су горњи лукови начињени од сиге. Налази се између двије стијене и спаја два стрма дијела ријеке. Насвођење од сиге је састављено полукружним луковима, чиме се ствара естетски угодан утисак те се сама структура уклапа у околни природни амбијент.